# République centrafricaine aux Jeux olympiques d'été de 2000
La République centrafricaine a participé aux Jeux olympiques d'été de 2000 qui se sont tenus à Sydney, en Australie, du 15 septembre au 1er octobre 2000. C'était sa sixième participation aux jeux Olympiques d'été.

## Nombre d'athlètes qualifiés par sport
Voici la liste des qualifiés et sélectionnés Centrafricains par sport (remplaçants compris) :
| Sport      | Hommes | Femmes | Total |
| ---------- | ------ | ------ | ----- |
| Athlétisme | 1      | 1      | 2     |

## Liste des médaillés centrafricains
Aucun athlète centrafricains ne remporte de médaille durant ces JO.

## Athlétisme
En athlétisme, deux athlètes centrafricains sont présents :
- Mickaël Conjungo au lancer de disque, qui réalise 57,85 m et ne se qualifie pas.
- Maria-Joëlle Conjungo, au 100 mètres haies, qui réalise un temps de 13 s 95, insuffisant pour se qualifier.

### Hommes
| Athlète          | Épreuve          | Qualification | Qualification | Finale      | Finale  |
| Athlète          | Épreuve          | Performance   | Rang          | Performance | Rang    |
| ---------------- | ---------------- | ------------- | ------------- | ----------- | ------- |
| Mickaël Conjungo | Lancer du disque | 57,85 m       | 35e           | Eliminé     | Eliminé |

### Femmes
| Athlète               | Épreuve          | Séries  | Séries | Quarts de finale | Quarts de finale | Demi-finales | Demi-finales | Finale  | Finale  |
| Athlète               | Épreuve          | Temps   | Rang   | Temps            | Rang             | Temps        | Rang         | Temps   | Rang    |
| --------------------- | ---------------- | ------- | ------ | ---------------- | ---------------- | ------------ | ------------ | ------- | ------- |
| Maria-Joëlle Conjungo | 100 mètres haies | 13 s 95 | 7e     | Eliminé          | Eliminé          | Eliminé      | Eliminé      | Eliminé | Eliminé |